# Reazione di Haber-Weiss
La reazione di Haber-Weiss è una reazione chimica che produce radicali idrossilici (·OH) a partire da perossido d'idrogeno (H2O2) e superossido (·O2-). Questa reazione può verificarsi all'interno delle cellule, rappresentando una potenziale fonte di stress ossidativo. Deve il suo nome al chimico Fritz Haber e al suo studente Joseph Joshua Weiss che la descrissero per primi.
La reazione complessiva, catalizzata da ioni ferro, è la seguente:
·O2- + H2O2 → ·OH + OH- + O2
Essa si suddivide in due differenti fasi, in cui nella prima si ha la riduzione degli ioni ferrici a ioni ferrosi
Fe3+ + ·O2- → Fe2+ + O2
mentre nella seconda fase, nota come reazione di Fenton, si ha la formazione della specie altamente reattiva ·OH:
Fe2+ + H2O2 → Fe3+ + OH- + ·OH
La reazione di Haber-Weiss può innescarsi durante il processo di infiammazione dopo il rilascio di ferro da parte della ferritina.
Sotto il nome di "reazione di Haber-Weiss" rientra anche un secondo tipo di reazione, meno nota della precedente, in cui il perossido d'idrogeno reagisce con il radicale idrossile formando superossido:
H2O2 + ·OH → H2O + ·O2- + H+